# Alison Sydor
Alison Jane Sydor (ur. 9 września 1966 w Edmonton) – kanadyjska kolarka górska, srebrna medalistka olimpijska, dwunastokrotna medalistka mistrzostw świata oraz trzykrotna zdobywczyni Pucharu Świata w kolarstwie górskim oraz brązowa medalistka mistrzostw świata w kolarstwie szosowym.

## Kariera
Jej olimpijskim debiutem były igrzyska w Barcelonie w 1992 roku. Wystartowała tam w wyścigu ze startu wspólnego, w którym zajęła 12. miejsce. Cztery lata później, podczas igrzysk olimpijskich w Atlancie startowała już w kolarstwie górskim zdobywając srebrny medal i ulegając jedynie Włoszce Paoli Pezzo. Na igrzyskach w Sydney ponownie triumfowała Pezzo, a Sydor zajęła tym razem piąte miejsce. Kanadyjka wystartowała także podczas igrzysk olimpijskich w Atenach w 2004 roku, gdzie była czwarta przegrywając walkę o brązowy medal z Niemką Sabine Spitz.
Pierwszy medal mistrzostw świata w kolarstwie górskim zdobyła w 1992 roku podczas mistrzostw świata w Bromont, gdzie zajęła drugie miejsce w cross-country. Dwa lata później, w tej samej konkurencji, na mistrzostwach świata w Vail zdobyła swój pierwszy złoty medal. Tytuł ten obroniła na mistrzostwach w Kirchzarten w 1995 r. oraz na mistrzostwach w Cairns w 1996 roku. Kolejny medal wywalczyła podczas mistrzostw w Mont-Sainte-Anne, gdzie zajęła trzecie miejsce. Z mistrzostw świata w Åre w 1999 roku przywiozła następne dwa medale: srebrny indywidualnie oraz brązowy w sztafecie. W latach 2000, 2001 i 2003 zdobywała indywidualnie srebrne medale, a na mistrzostwach w Kaprun w 2002 roku zdobyła złoto w sztafecie. Swój ostatni medal w karierze zdobyła podczas mistrzostw świata w Les Gets w 2004 roku, kiedy to zajęła trzecie miejsce w cross-country. Wyprzedziły ją jedynie: zwyciężczyni Gunn-Rita Dahle z Norwegii oraz druga na mecie Polka Maja Włoszczowska.
Alison Sydor jest także trzykrotną mistrzynią (1994, 1995 i 1996) i dwukrotną wicemistrzynią (2005 i 2006) Kanady w kolarstwie górskim. W latach 1996, 1998 i 1999 triumfowała w klasyfikacji generalnej Pucharu Świata, w sezonach 1995 i 1997 była druga, a w 1993, 1994 i 2000 roku zajmowała trzecie miejsce.
Ponadto Sydor wywalczyła brązowy medal w kolarstwie szosowym podczas mistrzostw świata w Stuttgarcie w 1991 roku. Był to jej jedyny medal na międzynarodowej imprezie w kolarstwie szosowym. Na arenie krajowej zdobyła cztery złote medale, oraz jeden srebrny i jeden brązowy.
W 2007 roku została wicemistrzynią Kanady w kolarstwie przełajowym.